# Лейдсендам
Лейдсендам (нидерл. Leidschendam) — город в Нидерландах, провинция Южная Голландия. Входит в общину Лейдсендам-Ворбюрг. Население (2001) 40 тысяч человек. В городе располагался Специальный трибунал по Ливану.